# Trichoniscus emivirgo
Trichoniscus emivirgo là một loài chân đều trong họ Trichoniscidae. Loài này được Blake miêu tả khoa học năm 1931.